# Kings Tournament 2009 (шаховий турнір)
Kings Tournament  2009 — 3-й міжнародний двоколовий шаховий турнір, який проходив в місті  Базна з 14 до 25 червня 2009 року.
- Категорія турніру  —  ХХ  (середній рейтинг  — 2729).

## Регламент  турніру
Контроль часу : 2 години на перші  40 ходів, година на наступні 20 ходів та 15 хвилин з добавленням 30 секунд за кожен зроблений хід, починаючи з  61-го.
- Гравцям забороняється пропонувати нічию до 30 ходу.
- Гравець може зажадати зафіксувати нічию через головного суддю в наступних випадках:
  - триразове повторення позиції;
  - вічний шах;
  - теоретично нічийна позиція.
- Критерії розподілу місць при однаковій кількості набраних очок:
  - кількість перемог;
  - результат очної зустрічі;
  - коефіцієнт Бергера.
  - при розподілі першого місця двома учасниками, за умови, що за допомогою вищих критерій не можна було виявити переможця, між ними буде проведено матч з двох партій, по 15 хвилин + 3 секунди за зроблений хід. У разі рівності очок, матч з двох бліц партій, по 5 хвилин + 3 секунди за зроблений хід. Знову при рівності показників, буде зіграна остання партія "раптової смерті", 5 хвилин білим і 4 - чорним. Для перемоги в турнірі "білим" потрібна тільки перемога, для "чорним" достатньо і нічиєї.
  - при розподілі першого місця, більш ніж двома учасниками, місця будуть присуджуватися згідно з раніше наведеними критеріями.

## Учасники турніру
- Теймур Раджабов ( Азербайджан, 2756)   — 5
- Василь Іванчук ( Україна, 2746)   — 12
- Олексій Широв ( Іспанія, 2745)   — 13
- Борис Гельфанд ( Ізраїль, 2733)  — 15
- Гата Камський ( США, 2720)  — 24
- Лівіу-Дітер Нісіпяну ( Румунія, 2675)   — 55

жирним  —  місце в рейтингу станом на квітень 2009 року

## Рух за турами
| 1 тур 14.06.2009  | 1 тур 14.06.2009 | 1 тур 14.06.2009 | 1 тур 14.06.2009 | 1 тур 14.06.2009 |
| ----------------- | ---------------- | ---------------- | ---------------- | ---------------- |
| Камський          | 0                | 0:1              | 0                | Широв            |
| Раджабов          | 0                | ½:½              | 0                | Гельфанд         |
| Нісіпяну          | 0                | 0:1              | 0                | Іванчук          |
| 4 тур 17.06.2009  |                  |                  |                  |                  |
| Нісіпяну          | ½                | ½:½              | 2                | Широв            |
| Іванчук           | 2                | ½:½              | 1½               | Раджабов         |
| Гельфанд          | 2                | ½:½              | 1                | Камський         |
| 7 тур 21.06.2009  |                  |                  |                  |                  |
| Іванчук           | 4½               | 1:0              | 3½               | Широв            |
| Нісіпяну          | 1½               | ½:½              | 4                | Гельфанд         |
| Раджабов          | 3                | 1:0              | 1½               | Камський         |
| 10 тур 25.06.2009 |                  |                  |                  |                  |
| Широв             | 4½               | 1:0              | 3                | Нісіпяну         |
| Раджабов          | 5                | ½:½              | 6½               | Іванчук          |
| Камський          | 2½               | ½:½              | 5½               | Гельфанд         |

| 2 тур 15.06.2009      | 2 тур 15.06.2009 | 2 тур 15.06.2009 | 2 тур 15.06.2009 | 2 тур 15.06.2009 |
| --------------------- | ---------------- | ---------------- | ---------------- | ---------------- |
| Широв                 | 1                | ½:½              | 1                | Іванчук          |
| Гельфанд              | ½                | 1:0              | 0                | Нісіпяну         |
| Камський              | 0                | ½:½              | ½                | Раджабов         |
| 5 тур 18.06.2009      |                  |                  |                  |                  |
| Широв                 | 2½               | 0:1              | 2½               | Гельфанд         |
| Камський              | 1½               | 0:1              | 2½               | Іванчук          |
| Раджабов              | 2                | ½:½              | 1                | Нісіпяну         |
| 8 тур 22.06.2009      |                  |                  |                  |                  |
| Широв                 | 3½               | ½:½              | 4                | Раджабов         |
| Камський              | 1½               | ½:½              | 2                | Нісіпяну         |
| Гельфанд              | 4½               | ½:½              | 5½               | Іванчук          |
| Підсумковий результат |                  |                  |                  |                  |
| Іванчук               | 7                | 7                | 7                | 7                |
| Гельфанд              | 6                | 6                | 6                | 6                |
| Широв                 | 5½               | 5½               | 5½               | 5½               |

| 3 тур 16.06.2009      | 3 тур 16.06.2009 | 3 тур 16.06.2009 | 3 тур 16.06.2009 | 3 тур 16.06.2009 |
| --------------------- | ---------------- | ---------------- | ---------------- | ---------------- |
| Раджабов              | 1                | ½:½              | 1½               | Широв            |
| Нісіпяну              | 0                | ½:½              | ½                | Камський         |
| Іванчук               | 1½               | ½:½              | 1½               | Гельфанд         |
| 6 тур 20.06.2009      |                  |                  |                  |                  |
| Широв                 | 2½               | 1:0              | 1½               | Камський         |
| Гельфанд              | 3½               | ½:½              | 2½               | Раджабов         |
| Іванчук               | 3½               | 1:0              | 1½               | Нісіпяну         |
| 9 тур 24.06.2009      |                  |                  |                  |                  |
| Гельфанд              | 5                | ½:½              | 4                | Широв            |
| Іванчук               | 6                | ½:½              | 2                | Камський         |
| Нісіпяну              | 2½               | ½:½              | 4½               | Раджабов         |
| Підсумковий результат |                  |                  |                  |                  |
| Раджабов              | 5½               | 5½               | 5½               | 5½               |
| Камський              | 3                | 3                | 3                | 3                |
| Нісіпяну              | 3                | 3                | 3                | 3                |

## Турнірна таблиця
| № | Учасник              | Країна      | Рейтинг | 1 | 1 | 2 | 2 | 3 | 3 | 4 | 4 | 5 | 5 | 6 | 6 |  | + | − | = | Очки | Місце |
| - | -------------------- | ----------- | ------- | - | - | - | - | - | - | - | - | - | - | - | - |  | - | - | - | ---- | ----- |
| 1 | Василь Іванчук       | Україна     | 2746    |   |   | ½ | ½ | 1 | ½ | ½ | ½ | ½ | 1 | 1 | 1 |  | 4 | 0 | 6 | 7    | 1     |
| 2 | Борис Гельфанд       | Ізраїль     | 2733    | ½ | ½ |   |   | 1 | ½ | ½ | ½ | ½ | ½ | ½ | 1 |  | 2 | 0 | 8 | 6    | 2     |
| 3 | Олексій Широв        | Іспанія     | 2745    | ½ | 0 | 0 | ½ |   |   | ½ | ½ | 1 | 1 | 1 | ½ |  | 3 | 2 | 5 | 5½   | 3     |
| 4 | Теймур Раджабов      | Азербайджан | 2756    | ½ | ½ | ½ | ½ | ½ | ½ |   |   | ½ | 1 | ½ | ½ |  | 1 | 0 | 9 | 5½   | 4     |
| 5 | Гата Камський        | США         | 2720    | 0 | ½ | ½ | ½ | 0 | 0 | ½ | 0 |   |   | ½ | ½ |  | 0 | 4 | 6 | 3    | 5     |
| 6 | Лівіу-Дітер Нісіпяну | Румунія     | 2675    | 0 | 0 | 0 | ½ | 0 | ½ | ½ | ½ | ½ | ½ |   |   |  | 0 | 4 | 6 | 3    | 6     |